# Major League Soccer 2007
Navigation
Édition précédente Édition suivante
La Major League Soccer 2007 est la douzième édition de la compétition mettant aux prises les meilleures franchises de soccer aux États-Unis et (avec l'arrivée du Toronto FC) du Canada.
La saison régulière a commencé le 7 avril 2007 et se terminera fin octobre. Les séries éliminatoires débuteront ensuite, pour se terminer avec la MLS Cup 2007 (coupe et finale de la ligue), le 18 novembre 2007 au RFK Stadium.
Deux places qualificatives pour la Coupe des champions de la CONCACAF 2008 sont attribuées au vainqueur du Supporters' Shield et au vainqueur du championnat. Quatre places qualificatives pour la Ligue des champions de la CONCACAF 2008-2009 sont attribuées au vainqueur du Supporters' Shield, aux finalistes du championnat et au vainqueur de la Coupe des États-Unis de soccer 2007.

## Changements par rapport à 2006
- Le Toronto FC est la première franchise canadienne de l'histoire de la MLS. Toronto joue sa première saison dans l'Association de l'Est, qui passe ainsi à sept franchises (et toujours six pour l'Association de l'ouest).
- Les équipes ne jouent plus trente-deux, mais trente matches.
- Huit équipes jouent les séries éliminatoires, mais cette fois, ne sont plus qualifiés que les deux meilleurs de chaque conférence. Les quatre autres franchises sont qualifiées en fonction de leurs résultats et non de leur place dans l'association occupée.
- C'est la première année que la MLS autorise les franchises à porter des publicités à l'avant des maillots.
- La Règle du joueur désigné est créée. Elle permet à chaque équipe de recruter un joueur sans tenir compte du plafond salarial habituel aux ligues professionnelles nord-américaines. David Beckham (au Galaxy de Los Angeles) est le premier joueur à en bénéficier. Cinq autres joueurs bénéficient de cette règle (Cuauhtémoc Blanco au Fire de Chicago, Juan Pablo Ángel au New York Red Bulls, Luciano Emilio au D.C. United, Denílson de Oliveira Araújo au FC Dallas et Guillermo Barros Schelotto au Crew de Columbus).
- Deux nouveaux stades sont inaugurés : le BMO Field à Toronto et le Dick's Sporting Goods Park à Denver.

## Principaux transferts
- David Beckham signe le 10 janvier 2007 un contrat de 5 années le transférant du Real Madrid au Galaxy de Los Angeles. Toutefois son contrat ne commence qu'à partir du 1er juillet.
- Claudio Reyna, ancien capitaine de la sélection américaine et Ronald Waterreus, qui compte 7 sélections en équipe des Pays-Bas, rejoignent New York.
- Cuauhtémoc Blanco, une des stars du football mexicain, fait ses débuts avec Chicago le 22 juillet.
- Dans le sens inverse Clint Dempsey quitte le Revolution de la Nouvelle-Angleterre pour l'équipe anglaise de Fulham et Josh Wolff quitte Kansas City pour l'équipe allemande de Munich 1860.
- Le brésilien Fred, élu meilleur joueur du championnat australien lors de la saison 2006-2007, signe en faveur du D.C. United.
- L'argentin Guillermo Barros Schelotto rejoint Columbus après avoir joué pendant onze ans pour la célèbre équipe de Boca Juniors.
- Freddy Adu, un des grands espoirs du soccer américain, quitte le D.C. United pour le Real Salt Lake. Il est ensuite transféré fin juillet au Benfica Lisbonne pour deux millions de dollars.

## Les 13 franchises participantes

### Carte
| Fire de Chicago Chivas USA Rapids du · Colorado Crew de · Columbus D.C. United FC Dallas Wizards de · Kansas City Dynamo de Houston Galaxy de Los Angeles Revolution de la · Nouvelle-Angleterre Red Bulls de · New York Real Salt Lake Toronto FC |

| Association de l'Ouest - Chivas USA - Rapids du Colorado - FC Dallas - Dynamo de Houston - Galaxy de Los Angeles - Real Salt Lake | Association de l'Est - Fire de Chicago - Crew de Columbus - D.C. United - Wizards de Kansas City - Revolution de la Nouvelle-Angleterre - Red Bulls de New York - Toronto FC (N) |

### Stades
| Fire de Chicago  | Chivas USA        | Rapids du Colorado         | Crew de Columbus      | D.C. United          |
| ---------------- | ----------------- | -------------------------- | --------------------- | -------------------- |
| Toyota Park      | Home Depot Center | Dick's Sporting Goods Park | Columbus Crew Stadium | RFK Memorial Stadium |
| Capacité: 20 000 | Capacité: 27 000  | Capacité: 18 086           | Capacité: 22 555      | Capacité: 46 000     |
|                  |                   |                            |                       |                      |

| FC Dallas        | Dynamo de Houston | Wizards de Kansas City | Galaxy de Los Angeles |
| ---------------- | ----------------- | ---------------------- | --------------------- |
| Pizza Hut Park   | Robertson Stadium | Arrowhead Stadium      | Home Depot Center     |
| Capacité: 20 500 | Capacité: 32 000  | Capacité: 81 425       | Capacité: 27 000      |
|                  |                   |                        |                       |

| Revolution de la Nouvelle-Angleterre | New York Red Bulls | Real Salt Lake      | Toronto FC       |
| ------------------------------------ | ------------------ | ------------------- | ---------------- |
| Gillette Stadium                     | Giants Stadium     | Rice-Eccles Stadium | BMO Field        |
| Capacité: 68 756                     | Capacité: 80 200   | Capacité: 45 017    | Capacité: 20 500 |
|                                      |                    |                     |                  |

### Entraîneurs
Durant l'intersaison, Bob Bradley quitte son poste d'entraîneur des Chivas USA pour devenir sélectionneur des États-Unis par intérim. Il le deviendra à titre permanent quelques mois après. Aux Chivas, Preki le remplace. Piotr Nowak quitte son poste d'entraîneur du D.C. United, pour assister Bradley. L'ancien adjoint de Nowak le remplace au D.C. United. Au FC Dallas, Colin Clarke n'est pas reconduit et est remplacé par son adjoint Steve Morrow. Brian Bliss qui avait terminé la saison aux Wizards de Kansas City en tant qu'entraîneur intérimaire est remplacé par Curt Onalfo.
| Équipe                               | Entraîneur                                                                         |
| ------------------------------------ | ---------------------------------------------------------------------------------- |
| Fire de Chicago                      | Dave Sarachan (20/06/2007) Denis Hamlett (intérim) (09/07/2007) Juan Carlos Osorio |
| Chivas USA                           | Preki                                                                              |
| Rapids du Colorado                   | Fernando Clavijo                                                                   |
| Crew de Columbus                     | Sigi Schmid                                                                        |
| D.C. United                          | Tom Soehn                                                                          |
| FC Dallas                            | Steve Morrow                                                                       |
| Dynamo de Houston                    | Dominic Kinnear                                                                    |
| Wizards de Kansas City               | Curt Onalfo                                                                        |
| Galaxy de Los Angeles                | Frank Yallop                                                                       |
| Revolution de la Nouvelle-Angleterre | Steve Nicol                                                                        |
| Red Bulls de New York                | Bruce Arena                                                                        |
| Real Salt Lake                       | John Ellinger (03/05/2007) Jason Kreis                                             |
| Toronto FC                           | Mo Johnston                                                                        |

## Format de la compétition
- Les 13 équipes sont réparties en 2 conférences : Conférence Ouest (6 équipes) et la Conférence Est (7 équipes).
- Toutes les équipes disputent 30 rencontres qui se répartissent comme suit : 
  - Pour la conférence Ouest :
    - 4 rencontres (deux à domicile et deux à l'extérieur) contre un rival local de sa conférence
    - 3 rencontres (deux à domicile et une à l'extérieur) contre deux équipes de sa conférence
    - 3 rencontres (une à domicile et deux à l'extérieur) contre deux équipes de sa conférence
    - 2 rencontres (une à domicile et une à l'extérieur) contre chaque équipe de la conférence opposée

  - Pour la conférence Est :
    - 3 rencontres (deux à domicile et une à l'extérieur) contre trois équipes de sa conférence
    - 3 rencontres (une à domicile et deux à l'extérieur) contre trois équipes de sa conférence
    - 2 rencontres (une à domicile et une à l'extérieur) contre chaque équipe de la conférence opposée
- La victoire vaut 3 points, le match nul rapporte 1 point et la défaite ne rapporte aucun point.
- Les deux meilleures équipes de chaque conférence sont qualifiées pour les séries éliminatoires. Elles sont accompagnées par les 4 meilleures équipes restantes toutes conférences confondues.
- En cas d'égalité, les critères suivants départagent les équipes :

1. Points dans les rencontres directes
2. Différence de buts générale
3. Nombre de buts marqués
4. Application des trois premiers critères pour les matchs à l'extérieur
5. Application des trois premiers critères pour les matchs à domicile
6. Classement du fair-play
7. Tirage à la pièce

## Saison régulière

### Classements des conférences Ouest et Est
| Rang | Équipe                | Pts | J  | G  | N | P  | Bp | Bc | Diff |
| ---- | --------------------- | --- | -- | -- | - | -- | -- | -- | ---- |
| 1    | Chivas USA            | 53  | 30 | 15 | 8 | 7  | 46 | 28 | +18  |
| 2    | Dynamo de Houston T   | 52  | 30 | 15 | 7 | 8  | 43 | 23 | +20  |
| 3    | FC Dallas             | 44  | 30 | 13 | 5 | 12 | 37 | 44 | -7   |
| 4    | Rapids du Colorado    | 35  | 30 | 9  | 8 | 13 | 29 | 34 | -5   |
| 5    | Galaxy de Los Angeles | 34  | 30 | 9  | 7 | 14 | 38 | 48 | -10  |
| 6    | Real Salt Lake        | 27  | 30 | 6  | 9 | 15 | 31 | 45 | -14  |

| Rang | Équipe                                 | Pts | J  | G  | N  | P  | Bp | Bc | Diff |
| ---- | -------------------------------------- | --- | -- | -- | -- | -- | -- | -- | ---- |
| 1    | D.C. United                            | 55  | 30 | 16 | 7  | 7  | 56 | 34 | +22  |
| 2    | Revolution de la Nouvelle-Angleterre C | 50  | 30 | 14 | 8  | 8  | 51 | 43 | +8   |
| 3    | Red Bulls de New York                  | 43  | 30 | 12 | 7  | 11 | 47 | 45 | +2   |
| 4    | Fire de Chicago                        | 40  | 30 | 10 | 10 | 10 | 31 | 36 | -5   |
| 5    | Wizards de Kansas City                 | 40  | 30 | 11 | 7  | 12 | 45 | 45 | 0    |
| 6    | Crew de Columbus                       | 37  | 30 | 9  | 10 | 11 | 39 | 44 | -5   |
| 7    | Toronto FC                             | 25  | 30 | 6  | 7  | 17 | 25 | 49 | -24  |

- MLS Supporters' Shield et qualification automatique pour les séries éliminatoires
- Franchise directement qualifiée pour les séries éliminatoires
- Qualification pour les séries éliminatoires

T : Tenant du titre

C : Vainqueur de la Coupe des États-Unis de soccer 2007

### Classement général
Le Toronto FC étant une franchise canadienne, elle ne dispute pas la Coupe des États-Unis de soccer.
| Rang | Équipe                                 | Pts | J  | G  | N  | P  | Bp | Bc | Diff |
| ---- | -------------------------------------- | --- | -- | -- | -- | -- | -- | -- | ---- |
| 1    | D.C. United                            | 55  | 30 | 16 | 7  | 7  | 56 | 34 | +22  |
| 2    | Chivas USA                             | 53  | 30 | 15 | 8  | 7  | 46 | 28 | +18  |
| 3    | Dynamo de Houston T                    | 52  | 30 | 15 | 7  | 8  | 43 | 23 | +20  |
| 4    | Revolution de la Nouvelle-Angleterre C | 50  | 30 | 14 | 8  | 8  | 51 | 43 | +8   |
| 5    | FC Dallas                              | 44  | 30 | 13 | 5  | 12 | 37 | 44 | -7   |
| 6    | Red Bulls de New York                  | 43  | 30 | 12 | 7  | 11 | 47 | 45 | +2   |
| 7    | Fire de Chicago                        | 40  | 30 | 10 | 10 | 10 | 31 | 36 | -5   |
| 8    | Wizards de Kansas City                 | 40  | 30 | 11 | 7  | 12 | 45 | 45 | 0    |
| 9    | Crew de Columbus                       | 37  | 30 | 9  | 10 | 11 | 39 | 44 | -5   |
| 10   | Rapids du Colorado                     | 35  | 30 | 9  | 8  | 13 | 29 | 34 | -5   |
| 11   | Galaxy de Los Angeles                  | 34  | 30 | 9  | 7  | 14 | 38 | 48 | -10  |
| 12   | Real Salt Lake                         | 27  | 30 | 6  | 9  | 15 | 31 | 45 | -14  |
| 13   | Toronto FC                             | 25  | 30 | 6  | 7  | 17 | 25 | 49 | -24  |

- MLS Supporters' Shield, qualification pour les séries éliminatoires, pour la Coupe des champions de la CONCACAF 2008, la Ligue des champions de la CONCACAF 2008-2009, la SuperLiga 2008 et le troisième tour de la Coupe des États-Unis de soccer 2008
- Qualification pour les séries éliminatoires, la SuperLiga 2008 et le troisième tour de la Coupe des États-Unis de soccer 2008
- Qualification pour les séries éliminatoires et pour le troisième tour de la Coupe des États-Unis de soccer 2008
- Qualification pour les séries éliminatoires et pour les finales du tour préliminaire de la Coupe des États-Unis de soccer 2008
- Franchise non qualifiée pour les séries éliminatoires et qualification pour les demi-finales du tour préliminaire de la Coupe des États-Unis de soccer 2008
- Franchise non qualifiée pour les séries éliminatoires et qualification pour le premier tour préliminaire de la Coupe des États-Unis de soccer 2008
- Franchise non qualifiée pour les séries éliminatoires

T : Tenant du titre

C : Vainqueur de la Coupe des États-Unis de soccer 2007 et qualification pour la Ligue des champions de la CONCACAF 2008-2009

### Résultats
Source : Résultats de la saison

#### Matchs inter-conférences
| Résultats (▼dom., ►ext.)                                   | CHIC | CHIV | COLO | COLU | DCU | FCD | HOU | KAN | LA  | N.-A. | NY  | RSL | TOR |
| Fire de Chicago                                            |      | 0-1  | 0-0  |      |     | 1-2 | 0-4 |     | 1-0 |       |     | 0-0 |     |
| Chivas USA                                                 | 1-1  |      |      | 2-1  | 2-2 |     |     | 2-1 |     | 2-0   | 3-0 |     | 2-0 |
| Rapids du Colorado                                         | 1-1  |      |      | 0-0  | 2-1 |     |     | 1-1 |     | 3-0   | 0-1 |     | 1-0 |
| Crew de Columbus                                           |      | 1-1  | 1-1  |      |     | 1-3 | 1-2 |     | 1-2 |       |     | 2-0 |     |
| D.C. United                                                |      | 2-1  | 4-1  |      |     | 3-3 | 2-1 |     | 1-0 |       |     | 2-1 |     |
| FC Dallas                                                  | 1-1  |      |      | 3-2  | 0-4 |     |     | 0-2 |     | 0-1   | 0-1 |     | 2-0 |
| Dynamo de Houston                                          | 0-1  |      |      | 1-1  | 1-0 |     |     | 1-1 |     | 0-1   | 4-0 |     | 0-0 |
| Wizards de Kansas City                                     |      | 3-2  | 2-2  |      |     | 1-2 | 0-1 |     | 0-1 |       |     | 1-0 |     |
| Galaxy de Los Angeles                                      | 2-0  |      |      | 2-3  | 0-0 |     |     | 2-2 |     | 2-3   | 1-1 |     | 2-1 |
| Revolution de la Nouvelle-Angleterre                       |      | 1-1  | 1-0  |      |     | 4-2 | 3-3 |     | 1-0 |       |     | 0-0 |     |
| Red Bulls de New York                                      |      | 0-2  | 0-1  |      |     | 3-0 | 1-0 |     | 5-4 |       |     | 2-2 |     |
| Real Salt Lake                                             | 0-2  |      |      | 0-0  | 2-1 |     |     | 3-1 |     | 1-2   | 3-3 |     | 1-2 |
| Toronto FC                                                 |      | 0-2  | 2-1  |      |     | 4-0 | 1-0 |     | 0-0 |       |     | 0-0 |     |
| - Victoire à domicile - Match nul - Victoire à l'extérieur |      |      |      |      |     |     |     |     |     |       |     |     |     |

#### Matchs intra-conférences

##### Conférence Ouest
| Résultats (▼dom., ►ext.)                                   | CHIV | COLO | FCD | HOU | LA  | RSL | CHIV | COLO | FCD | HOU | LA  | RSL |
| Chivas USA                                                 |      | 2-0  | 2-0 | 0-0 | 1-1 | 4-0 |      | 1-2  |     |     | 3-0 | 1-0 |
| Rapids du Colorado                                         | 1-1  |      | 0-1 | 1-3 | 1-0 | 1-1 |      |      |     | 1-0 | 3-0 | 0-1 |
| FC Dallas                                                  | 2-0  | 3-1  |     | 0-0 | 3-1 | 2-1 | 0-0  | 1-0  |     | 0-3 |     |     |
| Dynamo de Houston                                          | 1-0  | 2-1  | 2-1 |     | 0-0 | 4-3 | 4-0  |      | 1-0 |     | 1-2 |     |
| Galaxy de Los Angeles                                      | 3-1  | 3-1  | 1-2 | 1-3 |     | 3-2 | 0-3  |      | 2-1 |     |     | 1-2 |
| Real Salt Lake                                             | 2-3  | 0-2  | 2-2 | 1-0 | 2-2 |     |      | 1-0  | 0-1 | 0-1 |     |     |
| - Victoire à domicile - Match nul - Victoire à l'extérieur |      |      |     |     |     |     |      |      |     |     |     |     |

##### Conférence Est
| Résultats (▼dom., ►ext.)                                   | CHIC | COLU | DCU | KAN | N.-A. | NY  | TOR | CHIC | COLU | DCU | KAN | N.-A. | NY  | TOR |
| Fire de Chicago                                            |      | 3-2  | 1-1 | 2-1 | 1-0   | 2-2 | 1-1 |      | 0-0  |     | 2-0 | 2-1   |     |     |
| Crew de Columbus                                           | 0-1  |      | 1-0 | 2-1 | 2-2   | 0-0 | 2-2 |      |      | 0-2 |     |       | 1-0 | 2-0 |
| D.C. United                                                | 3-1  | 2-3  |     | 2-4 | 1-1   | 4-2 | 4-1 | 0-0  |      |     |     | 4-2   | 3-1 |     |
| Wizards de Kansas City                                     | 3-2  | 1-0  | 0-1 |     | 0-1   | 3-2 | 3-0 |      | 3-2  | 1-1 |     |       |     | 1-1 |
| Revolution de la Nouvelle-Angleterre                       | 3-1  | 3-3  | 0-3 | 3-4 |       | 2-1 | 4-0 |      | 2-3  |     | 2-0 |       |     | 3-0 |
| Red Bulls de New York                                      | 3-0  | 4-0  | 1-0 | 3-3 | 0-1   |     | 3-0 | 1-0  |      |     | 2-1 | 2-2   |     |     |
| Toronto FC                                                 | 3-1  | 1-2  | 1-2 | 0-1 | 2-2   | 1-2 |     | 0-3  |      | 0-1 |     |       | 2-1 |     |
| - Victoire à domicile - Match nul - Victoire à l'extérieur |      |      |     |     |       |     |     |      |      |     |     |       |     |     |

## Play-offs

### Règlement
Il y a 3 équipes qualifiées dans la conférence Ouest contre 5 dans la conférence Est.
Ainsi, l'équipe qui finira 5e à l'Est sera O4 dans ces play-offs.
Les équipes classées premières de leur conférence affrontent le quatrième de leur conférence en demi-finale de conférence (le deuxième affrontant le troisième) qui se déroulent par match aller-retour, avec match retour chez l'équipe la mieux classée. En cas d'égalité, à l'issue des deux matchs, une prolongation de deux fois quinze minutes a lieu. Si les équipes ne se départagent pas, une séance de tirs au but a alors lieu.
Les finales de conférence se déroulent sur les terrains des équipes les mieux classées tandis que la finale MLS a lieu au RFK Stadium de Washington.
Ces 2 tours se déroulent en un seul match, avec prolongation et tirs au but pour départager si nécessaire les équipes.
Les finalistes du championnat se qualifient pour la Ligue des champions de la CONCACAF 2008-2009. Le vainqueur du championnat se qualifie en plus pour la Coupe des champions de la CONCACAF 2008. Le Revolution de la Nouvelle-Angleterre qui est à la fois vainqueur Coupe des États-Unis de soccer 2007 et finaliste du championnat laisse une place vacante au Chivas USA qui est classé deuxième lors de la phase régulière du championnat.

### Tableau
|  | Demi-finales de Conférence              | Demi-finales de Conférence              | Demi-finales de Conférence              | Demi-finales de Conférence              |                                         |                                         | Finales de Conférence                    | Finales de Conférence                    | Finales de Conférence                    | Finales de Conférence                    |  |  | MLS Cup 2007                         | MLS Cup 2007                         | MLS Cup 2007                         | MLS Cup 2007                         |
|  |                                         |                                         |                                         |                                         |                                         |                                         |                                          |                                          |                                          |                                          |  |  |                                      |                                      |                                      |                                      |
|  | 25 octobre et 1er novembre              | 25 octobre et 1er novembre              | 25 octobre et 1er novembre              | 25 octobre et 1er novembre              |                                         |                                         | 8 novembre, Gillette Stadium, Foxborough | 8 novembre, Gillette Stadium, Foxborough | 8 novembre, Gillette Stadium, Foxborough | 8 novembre, Gillette Stadium, Foxborough |  |  | 18 novembre, RFK Stadium, Washington | 18 novembre, RFK Stadium, Washington | 18 novembre, RFK Stadium, Washington | 18 novembre, RFK Stadium, Washington |
|  | 25 octobre et 1er novembre              | 25 octobre et 1er novembre              | 25 octobre et 1er novembre              | 25 octobre et 1er novembre              |                                         |                                         | 8 novembre, Gillette Stadium, Foxborough | 8 novembre, Gillette Stadium, Foxborough | 8 novembre, Gillette Stadium, Foxborough | 8 novembre, Gillette Stadium, Foxborough |  |  | 18 novembre, RFK Stadium, Washington | 18 novembre, RFK Stadium, Washington | 18 novembre, RFK Stadium, Washington | 18 novembre, RFK Stadium, Washington |
|  | E1 D.C. United                          | E1 D.C. United                          | 0                                       | 2                                       |                                         |                                         | 8 novembre, Gillette Stadium, Foxborough | 8 novembre, Gillette Stadium, Foxborough | 8 novembre, Gillette Stadium, Foxborough | 8 novembre, Gillette Stadium, Foxborough |  |  | 18 novembre, RFK Stadium, Washington | 18 novembre, RFK Stadium, Washington | 18 novembre, RFK Stadium, Washington | 18 novembre, RFK Stadium, Washington |
|  | E1 D.C. United                          | E1 D.C. United                          | 0                                       | 2                                       |                                         |                                         | 8 novembre, Gillette Stadium, Foxborough | 8 novembre, Gillette Stadium, Foxborough | 8 novembre, Gillette Stadium, Foxborough | 8 novembre, Gillette Stadium, Foxborough |  |  | 18 novembre, RFK Stadium, Washington | 18 novembre, RFK Stadium, Washington | 18 novembre, RFK Stadium, Washington | 18 novembre, RFK Stadium, Washington |
|  | E4 Fire de Chicago                      | E4 Fire de Chicago                      | 1                                       | 2                                       |                                         |                                         | 8 novembre, Gillette Stadium, Foxborough | 8 novembre, Gillette Stadium, Foxborough | 8 novembre, Gillette Stadium, Foxborough | 8 novembre, Gillette Stadium, Foxborough |  |  | 18 novembre, RFK Stadium, Washington | 18 novembre, RFK Stadium, Washington | 18 novembre, RFK Stadium, Washington | 18 novembre, RFK Stadium, Washington |
|  | E4 Fire de Chicago                      | E4 Fire de Chicago                      | 1                                       | 2                                       | E4 Fire de Chicago                      | E4 Fire de Chicago                      | 0                                        | 0                                        |                                          |                                          |  |  | 18 novembre, RFK Stadium, Washington | 18 novembre, RFK Stadium, Washington | 18 novembre, RFK Stadium, Washington | 18 novembre, RFK Stadium, Washington |
|  | 27 octobre et 3 novembre                |                                         |                                         |                                         | E4 Fire de Chicago                      | E4 Fire de Chicago                      | 0                                        | 0                                        |                                          |                                          |  |  | 18 novembre, RFK Stadium, Washington | 18 novembre, RFK Stadium, Washington | 18 novembre, RFK Stadium, Washington | 18 novembre, RFK Stadium, Washington |
|  |                                         |                                         | E2 Revolution de la Nouvelle-Angleterre | E2 Revolution de la Nouvelle-Angleterre | 1                                       | 1                                       |                                          |                                          |                                          |                                          |  |  | 18 novembre, RFK Stadium, Washington | 18 novembre, RFK Stadium, Washington | 18 novembre, RFK Stadium, Washington | 18 novembre, RFK Stadium, Washington |
|  | E3 Red Bulls de New York                | E3 Red Bulls de New York                | E2 Revolution de la Nouvelle-Angleterre | E2 Revolution de la Nouvelle-Angleterre | 1                                       | 1                                       | 0                                        | 0                                        |                                          |                                          |  |  | 18 novembre, RFK Stadium, Washington | 18 novembre, RFK Stadium, Washington | 18 novembre, RFK Stadium, Washington | 18 novembre, RFK Stadium, Washington |
|  | E3 Red Bulls de New York                | E3 Red Bulls de New York                | 10 novembre, Robertson Stadium, Houston |                                         |                                         |                                         | 0                                        | 0                                        |                                          |                                          |  |  | 18 novembre, RFK Stadium, Washington | 18 novembre, RFK Stadium, Washington | 18 novembre, RFK Stadium, Washington | 18 novembre, RFK Stadium, Washington |
|  | E2 Revolution de la Nouvelle-Angleterre | E2 Revolution de la Nouvelle-Angleterre | 0                                       | 1                                       |                                         |                                         |                                          |                                          |                                          |                                          |  |  | 18 novembre, RFK Stadium, Washington | 18 novembre, RFK Stadium, Washington | 18 novembre, RFK Stadium, Washington | 18 novembre, RFK Stadium, Washington |
|  | E2 Revolution de la Nouvelle-Angleterre | E2 Revolution de la Nouvelle-Angleterre | 0                                       | 1                                       | E2 Revolution de la Nouvelle-Angleterre | E2 Revolution de la Nouvelle-Angleterre | 1                                        | 1                                        |                                          |                                          |  |  |                                      |                                      |                                      |                                      |
|  | 27 octobre et 3 novembre                |                                         |                                         |                                         | E2 Revolution de la Nouvelle-Angleterre | E2 Revolution de la Nouvelle-Angleterre | 1                                        | 1                                        |                                          |                                          |  |  |                                      |                                      |                                      |                                      |
|  |                                         |                                         | O2 Dynamo de Houston                    | O2 Dynamo de Houston                    | 2                                       | 2                                       |                                          |                                          |                                          |                                          |  |  |                                      |                                      |                                      |                                      |
|  | O1 Chivas USA                           | O1 Chivas USA                           | O2 Dynamo de Houston                    | O2 Dynamo de Houston                    | 2                                       | 2                                       | 0                                        | 0                                        |                                          |                                          |  |  |                                      |                                      |                                      |                                      |
|  | O1 Chivas USA                           | O1 Chivas USA                           |                                         |                                         |                                         |                                         |                                          |                                          |                                          |                                          |  |  |                                      |                                      |                                      |                                      |
|  | O4 Wizards de Kansas City               | O4 Wizards de Kansas City               | 1                                       | 0                                       |                                         |                                         |                                          |                                          |                                          |                                          |  |  |                                      |                                      |                                      |                                      |
|  | O4 Wizards de Kansas City               | O4 Wizards de Kansas City               | 1                                       | 0                                       | O4 Wizards de Kansas City               | O4 Wizards de Kansas City               | 0                                        | 0                                        |                                          |                                          |  |  |                                      |                                      |                                      |                                      |
|  | 27 octobre et 2 novembre                |                                         |                                         |                                         | O4 Wizards de Kansas City               | O4 Wizards de Kansas City               | 0                                        | 0                                        |                                          |                                          |  |  |                                      |                                      |                                      |                                      |
|  |                                         |                                         | O2 Dynamo de Houston                    | O2 Dynamo de Houston                    | 2                                       | 2                                       |                                          |                                          |                                          |                                          |  |  |                                      |                                      |                                      |                                      |
|  | O3 FC Dallas                            | O3 FC Dallas                            | O2 Dynamo de Houston                    | O2 Dynamo de Houston                    | 2                                       | 2                                       | 1                                        | 1                                        |                                          |                                          |  |  |                                      |                                      |                                      |                                      |
|  | O3 FC Dallas                            | O3 FC Dallas                            |                                         |                                         |                                         |                                         |                                          | 1                                        |                                          |                                          |  |  |                                      |                                      |                                      |                                      |
|  | O2 Dynamo de Houston                    | O2 Dynamo de Houston                    | 0                                       | 4 ap                                    |                                         |                                         |                                          |                                          |                                          |                                          |  |  |                                      |                                      |                                      |                                      |
|  | O2 Dynamo de Houston                    | O2 Dynamo de Houston                    | 0                                       | 4 ap                                    |                                         |                                         |                                          |                                          |                                          |                                          |  |  |                                      |                                      |                                      |                                      |
|  |                                         |                                         |                                         |                                         |                                         |                                         |                                          |                                          |                                          |                                          |  |  |                                      |                                      |                                      |                                      |

### Résultats

#### Demi-finales de conférence

##### Est
| 25 octobre 2007 | Fire de Chicago                       | 1 - 0 | D.C. United                |                                                                           |                                                                           |
|                 | Gutiérrez 12e · Rolfe 14e · Brown 51e |       | · 22e Carroll · 86e Moreno | Toyota Park, Bridgeview Spectateurs : 17 834 Arbitrage : Baldomero Toledo | Toyota Park, Bridgeview Spectateurs : 17 834 Arbitrage : Baldomero Toledo |
|                 | Rapport                               |       |                            | Toyota Park, Bridgeview Spectateurs : 17 834 Arbitrage : Baldomero Toledo | Toyota Park, Bridgeview Spectateurs : 17 834 Arbitrage : Baldomero Toledo |

| 1er novembre 2007 | D.C. United                                                            | 2 - 2 | Fire de Chicago                                       |                                                                                |                                                                                |
|                   | · McTavish 61e · Perkins 63e · Simms 69e · Gomez 74e · Dyachenko 90+4e |       | 31e Barrett · 33e Rolfe · 54e Segares · 90+3e Pickens | RFK Memorial Stadium, Washington Spectateurs : 19 438 Arbitrage : Jair Marrufo | RFK Memorial Stadium, Washington Spectateurs : 19 438 Arbitrage : Jair Marrufo |
|                   | Rapport                                                                |       |                                                       | RFK Memorial Stadium, Washington Spectateurs : 19 438 Arbitrage : Jair Marrufo | RFK Memorial Stadium, Washington Spectateurs : 19 438 Arbitrage : Jair Marrufo |

Le Fire de Chicago l'emporte par un score cumulé de 3-2.
| 27 octobre 2007 | New York Red Bulls | 0 - 0 | Revolution de la Nouvelle-Angleterre |                                                                               |                                                                               |
|                 | · Parke 83e        |       | 73e Parkhurst · 85e John             | Giants Stadium, East Rutherford Spectateurs : 14 165 Arbitrage : Jair Marrufo | Giants Stadium, East Rutherford Spectateurs : 14 165 Arbitrage : Jair Marrufo |
|                 | Rapport            |       |                                      | Giants Stadium, East Rutherford Spectateurs : 14 165 Arbitrage : Jair Marrufo | Giants Stadium, East Rutherford Spectateurs : 14 165 Arbitrage : Jair Marrufo |

| 3 novembre 2007 | Revolution de la Nouvelle-Angleterre                                | 1 - 0 | New York Red Bulls |                                                                               |                                                                               |
|                 | Joseph 31e · Thompson 50e · Twellman 64e · Smith 73e · Twellman 80e |       | · 34e Vide         | Gillette Stadium, Foxborough Spectateurs : 10 116 Arbitrage : Abiodun Okulaja | Gillette Stadium, Foxborough Spectateurs : 10 116 Arbitrage : Abiodun Okulaja |
|                 | Rapport                                                             |       |                    | Gillette Stadium, Foxborough Spectateurs : 10 116 Arbitrage : Abiodun Okulaja | Gillette Stadium, Foxborough Spectateurs : 10 116 Arbitrage : Abiodun Okulaja |

Le Revolution de la Nouvelle-Angleterre l'emporte par un score cumulé de 1-0.

##### Ouest
| 27 octobre 2007 | Wizards de Kansas City                                  | 1 - 0 | Chivas USA      |                                                                           |                                                                           |
|                 | Arnaud 35e · Harrington 44e · Garcia 54e · Zavagnin 88e |       | · 45+1e Zotincă | Arrowhead Stadium, Kansas City Spectateurs : 12 442 Arbitrage : Alex Prus | Arrowhead Stadium, Kansas City Spectateurs : 12 442 Arbitrage : Alex Prus |
|                 | Rapport                                                 |       |                 | Arrowhead Stadium, Kansas City Spectateurs : 12 442 Arbitrage : Alex Prus | Arrowhead Stadium, Kansas City Spectateurs : 12 442 Arbitrage : Alex Prus |

| 3 novembre 2007 | Chivas USA                                                 | 0 - 0 | Wizards de Kansas City |                                                                        |                                                                        |
|                 | Marsch 19e · Mendoza 53e · Ramón Núñez 62e · Bornstein 89e |       | · 65e Johnson          | Home Depot Center, Carson Spectateurs : 19 711 Arbitrage : Mark Geiger | Home Depot Center, Carson Spectateurs : 19 711 Arbitrage : Mark Geiger |
|                 | Rapport                                                    |       |                        | Home Depot Center, Carson Spectateurs : 19 711 Arbitrage : Mark Geiger | Home Depot Center, Carson Spectateurs : 19 711 Arbitrage : Mark Geiger |

Les Wizards de Kansas City l'emportent par un score cumulé de 1-0.
| 27 octobre 2007 | FC Dallas                                          | 1 - 0 | Dynamo de Houston |                                                                     |                                                                     |
|                 | Ruíz 19e · Goodson 23e · Ricchetti 58e · Oduro 79e |       | · 26e Cochrane    | Pizza Hut Park, Frisco Spectateurs : 12 537 Arbitrage : Kevin Stott | Pizza Hut Park, Frisco Spectateurs : 12 537 Arbitrage : Kevin Stott |
|                 | Rapport                                            |       |                   | Pizza Hut Park, Frisco Spectateurs : 12 537 Arbitrage : Kevin Stott | Pizza Hut Park, Frisco Spectateurs : 12 537 Arbitrage : Kevin Stott |

| 2 novembre 2007 | Dynamo de Houston                                                                                               | 4 - 1 a. p. | FC Dallas |                                                                              |                                                                              |
|                 | · Mulrooney 28e · Robinson 40e · Holden 67e · Ching 72e · Ching 97e · Onstad 98e · Davis 100e · De Rosario 109e |             | 14e Ruíz · 24e Sala · 39e Denílson · 44e Gbandi · 47e Alvarez · 78e Serioux · 99e Moor · 119e Moor · 120e Ricchetti | Robertson Stadium, Houston Spectateurs : 30 088 Arbitrage : Baldomero Toledo | Robertson Stadium, Houston Spectateurs : 30 088 Arbitrage : Baldomero Toledo |
|                 | Rapport |             | | Robertson Stadium, Houston Spectateurs : 30 088 Arbitrage : Baldomero Toledo | Robertson Stadium, Houston Spectateurs : 30 088 Arbitrage : Baldomero Toledo |

Le Dynamo de Houston l'emporte par un score cumulé de 4-2.

#### Finales de conférence

##### Est
| 8 novembre 2007 | Revolution de la Nouvelle-Angleterre | 1 - 0 | Fire de Chicago |                                                                           |                                                                           |
|                 | Larentowicz 36e · Twellman 38e       |       |                 | Gillette Stadium, Foxborough Spectateurs : 10 317 Arbitrage : Kevin Stott | Gillette Stadium, Foxborough Spectateurs : 10 317 Arbitrage : Kevin Stott |
|                 | Rapport                              |       |                 | Gillette Stadium, Foxborough Spectateurs : 10 317 Arbitrage : Kevin Stott | Gillette Stadium, Foxborough Spectateurs : 10 317 Arbitrage : Kevin Stott |

##### Ouest
| 10 novembre 2007 | Dynamo de Houston                      | 2 - 0 | Wizards de Kansas City                      |                                                                          |                                                                          |
|                  | Jaqua 35e · Jaqua 41e · De Rosario 81e |       | · 55e Garcia · 58e Marinelli · 90+3e Arnaud | Robertson Stadium, Houston Spectateurs : 30 972 Arbitrage : Jair Marrufo | Robertson Stadium, Houston Spectateurs : 30 972 Arbitrage : Jair Marrufo |
|                  | Rapport                                |       |                                             | Robertson Stadium, Houston Spectateurs : 30 972 Arbitrage : Jair Marrufo | Robertson Stadium, Houston Spectateurs : 30 972 Arbitrage : Jair Marrufo |

#### MLS Cup 2007
| 18 novembre 2007 | Revolution de la Nouvelle-Angleterre | 1 - 2 | Dynamo de Houston                            | RFK Memorial Stadium, Washington           |                                            |
|                  | Twellman 20e · Smith 65e             |       | · 57e Barrett · 61e Ngwenya · 74e De Rosario | Spectateurs : 39 859 Arbitrage : Alex Prus | Spectateurs : 39 859 Arbitrage : Alex Prus |
|                  | Rapport                              |       |                                              | Spectateurs : 39 859 Arbitrage : Alex Prus | Spectateurs : 39 859 Arbitrage : Alex Prus |

## Leaders statistiques (saison régulière)

### Classement des buteurs (MLS Golden Boot)
| Rang | Joueur           | Club                                 | Buts | Passes |
| ---- | ---------------- | ------------------------------------ | ---- | ------ |
| 1    | Luciano Emilio   | D.C. United                          | 20   | 1      |
| 2    | Juan Pablo Ángel | New York Red Bulls                   | 19   | 5      |
| 3    | Taylor Twellman  | Revolution de la Nouvelle-Angleterre | 16   | 3      |
| 4    | Eddie Johnson    | Wizards de Kansas City               | 15   | 6      |
| 5    | Maykel Galindo   | Chivas USA                           | 12   | 5      |
| 6    | Ante Razov       | Chivas USA                           | 11   | 8      |
| 7    | Christian Gomez  | D.C. United                          | 10   | 9      |
| 8    | Jozy Altidore    | New York Red Bulls                   | 9    | 4      |
| 9    | Landon Donovan   | Galaxy de Los Angeles                | 8    | 13     |
| 10   | Robbie Findley   | Real Salt Lake                       | 8    | 0      |

### Classement des passeurs
| Rang | Joueur                     | Club                                 | Passes |
| ---- | -------------------------- | ------------------------------------ | ------ |
| 1    | Steve Ralston              | Revolution de la Nouvelle-Angleterre | 14     |
| 2    | Landon Donovan             | Galaxy de Los Angeles                | 13     |
| 2    | Sacha Kljestan             | Chivas USA                           | 13     |
| 4    | Guillermo Barros Schelotto | Crew de Columbus                     | 11     |
| 5    | Christian Gomez            | D.C. United                          | 9      |
| 5    | Davy Arnaud                | Wizards de Kansas City               | 9      |
| 7    | Ante Razov                 | Chivas USA                           | 8      |
| 7    | Dave van den Bergh         | New York Red Bulls                   | 8      |
| 7    | Fred                       | D.C. United                          | 8      |

### Classement des gardiens
Il faut avoir joué au moins 1000 minutes pour être classé. Les statistiques sont faites seulement sur les matchs où les gardiens sont titulaires. 
| Rang | Gardien        | Club                                 | MJ | MIN  | BE | BE/M |
| ---- | -------------- | ------------------------------------ | -- | ---- | -- | ---- |
| 1    | Pat Onstad     | Dynamo de Houston                    | 27 | 2418 | 22 | 0.82 |
| 2    | Brad Guzan     | Chivas USA                           | 27 | 2430 | 25 | 0.93 |
| 3    | Jon Conway     | New York Red Bulls                   | 12 | 1080 | 12 | 1.00 |
| 4    | Bouna Coundoul | Rapids du Colorado                   | 30 | 2668 | 32 | 1.08 |
| 5    | Troy Perkins   | D.C. United                          | 29 | 2610 | 32 | 1.10 |
| 6    | Matt Pickens   | Fire de Chicago                      | 27 | 2430 | 31 | 1.15 |
| 7    | Nick Rimando   | Real Salt Lake                       | 27 | 2430 | 37 | 1.37 |
| 8    | Matt Reis      | Revolution de la Nouvelle-Angleterre | 30 | 2700 | 43 | 1.43 |
| 9    | William Hesmer | Crew de Columbus                     | 20 | 1800 | 29 | 1.45 |
| 10   | Kevin Hartman  | Wizards de Kansas City               | 30 | 2700 | 45 | 1.50 |

## Récompenses individuelles

### Récompenses annuelles
| Trophée                            | Joueur            | Club                                 |
| ---------------------------------- | ----------------- | ------------------------------------ |
| Meilleur joueur (saison régulière) | Luciano Emilio    | D.C. United                          |
| Meilleur joueur (finale MLS)       | Dwayne De Rosario | Dynamo de Houston                    |
| Meilleur buteur                    | Luciano Emilio    | D.C. United                          |
| Meilleur défenseur                 | Michael Parkhurst | Revolution de la Nouvelle-Angleterre |
| Meilleur gardien                   | Brad Guzan        | Chivas USA                           |
| Meilleur rookie                    | Maurice Edu       | Toronto FC                           |
| Meilleur entraîneur                | Preki             | Chivas USA                           |
| Meilleur come-back                 | Eddie Johnson     | Wizards de Kansas City               |
| Meilleur nouveau venu              | Luciano Emilio    | D.C. United                          |
| Meilleur arbitre                   | Brian Hall        |                                      |
| Meilleur but                       | Cuauhtémoc Blanco | Fire de Chicago                      |
| Trophée du fair-play (joueur)      | Michael Parkhurst | Revolution de la Nouvelle-Angleterre |
| Trophée du fair-play (équipe)      |                   | Crew de Columbus                     |
| Action humanitaire de l'année      | Diego Gutiérrez   | Fire de Chicago                      |

### Joueurs du mois
| Mois      | Joueur                     | Club                   |
| --------- | -------------------------- | ---------------------- |
| Avril     | Eddie Johnson              | Wizards de Kansas City |
| Mai       | Juan Pablo Ángel           | New York Red Bulls     |
| Juin      | Juan Pablo Ángel           | New York Red Bulls     |
| Juillet   | Guillermo Barros Schelotto | Crew de Columbus       |
| Août      | Troy Perkins               | D.C. United            |
| Septembre | Luciano Emilio             | D.C. United            |
| Octobre   | Matt Pickens               | Fire de Chicago        |

### Récompenses hebdomadaires

#### Joueur de la semaine
| Semaine    | Joueur                     | Club                                 |
| ---------- | -------------------------- | ------------------------------------ |
| Semaine 1  | Jeff Cunningham            | Real Salt Lake                       |
| Semaine 2  | Eddie Johnson              | Wizards de Kansas City               |
| Semaine 3  | Maykel Galindo             | Chivas USA                           |
| Semaine 4  | Landon Donovan             | Galaxy de Los Angeles                |
| Semaine 5  | Dwayne De Rosario          | Dynamo de Houston                    |
| Semaine 6  | Taylor Twellman            | Revolution de la Nouvelle-Angleterre |
| Semaine 7  | Juan Pablo Ángel           | New York Red Bulls                   |
| Semaine 8  | Eddie Johnson              | Wizards de Kansas City               |
| Semaine 9  | Eddie Johnson              | Wizards de Kansas City               |
| Semaine 10 | Ben Olsen                  | D.C. United                          |
| Semaine 11 | Luciano Emilio             | D.C. United                          |
| Semaine 12 | Brad Davis                 | Dynamo de Houston                    |
| Semaine 13 | Nicholas Addlery           | D.C. United                          |
| Semaine 14 | Stuart Holden              | Dynamo de Houston                    |
| Semaine 15 | Juan Toja                  | FC Dallas                            |
| Semaine 16 | Guillermo Barros Schelotto | Crew de Columbus                     |
| Semaine 17 | Ante Razov                 | Chivas USA                           |
| Semaine 18 | Luciano Emilio             | D.C. United                          |
| Semaine 19 | Juan Pablo Ángel           | New York Red Bulls                   |
| Semaine 20 | Jozy Altidore              | New York Red Bulls                   |
| Semaine 21 | Maykel Galindo             | Chivas USA                           |
| Semaine 22 | Ben Olsen                  | D.C. United                          |
| Semaine 23 | Luciano Emilio             | D.C. United                          |
| Semaine 24 | Scott Sealy                | Wizards de Kansas City               |
| Semaine 25 | Ante Razov                 | Chivas USA                           |
| Semaine 26 | Fred                       | D.C. United                          |
| Semaine 27 | Abe Thompson               | FC Dallas                            |
| Semaine 28 | Guillermo Barros Schelotto | Crew de Columbus                     |
| Semaine 29 | Scott Sealy                | Wizards de Kansas City               |

#### But de la semaine
| Semaine    | Joueur            | Club                                 |
| ---------- | ----------------- | ------------------------------------ |
| Semaine 1  | Sacha Kljestan    | Chivas USA                           |
| Semaine 2  | Herculez Gomez    | Rapids du Colorado                   |
| Semaine 3  | Jozy Altidore     | New York Red Bulls                   |
| Semaine 4  | Taylor Twellman   | Revolution de la Nouvelle-Angleterre |
| Semaine 5  | Chris Brown       | Real Salt Lake                       |
| Semaine 6  | Danny Dichio      | Toronto FC                           |
| Semaine 7  | Chris Gbandi      | FC Dallas                            |
| Semaine 8  | Jim Brennan       | Toronto FC                           |
| Semaine 9  | Danny Dichio      | Toronto FC                           |
| Semaine 10 | Ben Olsen         | D.C. United                          |
| Semaine 11 | Juan Pablo Ángel  | New York Red Bulls                   |
| Semaine 12 | Brad Davis        | Dynamo de Houston                    |
| Semaine 13 | Maykel Galindo    | Chivas USA                           |
| Semaine 14 | Stuart Holden     | Dynamo de Houston                    |
| Semaine 15 | Joseph Ngwenya    | Dynamo de Houston                    |
| Semaine 16 | Dwayne De Rosario | Dynamo de Houston                    |
| Semaine 17 | Kerry Zavagnin    | Wizards de Kansas City               |
| Semaine 18 | Robbie Findley    | Real Salt Lake                       |
| Semaine 19 | Jozy Altidore     | New York Red Bulls                   |
| Semaine 20 | Cuauhtémoc Blanco | Fire de Chicago                      |
| Semaine 21 | Jaime Moreno      | D.C. United                          |
| Semaine 22 | Eddie Johnson     | Wizards de Kansas City               |
| Semaine 23 | Taylor Twellman   | Revolution de la Nouvelle-Angleterre |
| Semaine 24 | Scott Sealy       | Wizards de Kansas City               |
| Semaine 25 | Chris Rolfe       | Fire de Chicago                      |
| Semaine 26 | Luciano Emilio    | D.C. United                          |
| Semaine 27 | Paulo Nagamura    | Chivas USA                           |
| Semaine 28 | Edson Buddle      | Galaxy de Los Angeles                |
| Semaine 29 | Danny Dichio      | Toronto FC                           |

## Bilan
Par ailleurs, les Galaxy de Los Angeles et le Dynamo de Houston sont invités au Pan-Pacific Championship 2008 qui comprend également le Sydney Football Club et Gamba Osaka.
| Major League Soccer 2007                                         |                                      |
| Champion                                                         | Dynamo de Houston (2e titre)         |
| Play-offs                                                        | D.C. United                          |
| Play-offs                                                        | C.D. Chivas USA                      |
| Play-offs                                                        | Dynamo de Houston                    |
| Play-offs                                                        | Revolution de la Nouvelle-Angleterre |
| Play-offs                                                        | FC Dallas                            |
| Play-offs                                                        | Red Bulls de New York                |
| Play-offs                                                        | Fire de Chicago                      |
| Play-offs                                                        | Wizards de Kansas City               |
| Coupes et trophées                                               |                                      |
| Vainqueur de la Coupe des États-Unis 2007                        | Revolution de la Nouvelle-Angleterre |
| Qualifications continentales                                     |                                      |
| Coupe des champions de la CONCACAF 2008 (quart de finale)        | Dynamo de Houston                    |
| Coupe des champions de la CONCACAF 2008 (quart de finale)        | D.C. United                          |
| Ligue des champions de la CONCACAF 2008-2009 (phase de groupe)   | Dynamo de Houston                    |
| Ligue des champions de la CONCACAF 2008-2009 (phase de groupe)   | D.C. United                          |
| Ligue des champions de la CONCACAF 2008-2009 (tour préliminaire) | CD Chivas USA                        |
| Ligue des champions de la CONCACAF 2008-2009 (tour préliminaire) | Revolution de la Nouvelle-Angleterre |
| SuperLiga 2008 (phase de groupe)                                 | Dynamo de Houston                    |
| SuperLiga 2008 (phase de groupe)                                 | D.C. United                          |
| SuperLiga 2008 (phase de groupe)                                 | CD Chivas USA                        |
| SuperLiga 2008 (phase de groupe)                                 | Revolution de la Nouvelle-Angleterre |